# Effet Marey
L'effet Marey est une technique de photographie (dit aussi effet stroboscopique) et graphique, particulièrement en  bande dessinée. Nommée d'après l'inventeur de la chronophotographie, Étienne-Jules Marey, qui photographiait plusieurs fois en une seconde un mouvement d'un être vivant (humain ou animal), permettant de le décomposer en images élémentaires analysables par les scientifiques. 
En bande dessinée, il s'agit de représenter au sein d'une même vignette un corps ou un membre de ce corps dans les différentes phases d'un mouvement afin de rendre perceptible sa trajectoire.